# Hilarigona obscuripennis
Hilarigona obscuripennis är en tvåvingeart som beskrevs av Philippi 1865. Hilarigona obscuripennis ingår i släktet Hilarigona och familjen dansflugor. Inga underarter finns listade i Catalogue of Life.